# Izon, Gironde
Izon är en kommun i departementet Gironde i regionen Nouvelle-Aquitaine i sydvästra Frankrike. Kommunen ligger i kantonen Libourne som tillhör arrondissementet Libourne. År 2022 hade Izon 6 347 invånare.

## Befolkningsutveckling
Antalet invånare i kommunen Izon
Referens:INSEE